# Панонија
Панонија (лат. Pannonia) је била земља и римска провинција. На северу и истоку се граничила са Дунавом (Истром), а на југу са облашћу јужно од Саве, Далмацијом. У енциклопедији Der Neue Pauly пише да јој је западна граница ишла западно од линије Виндобона (Беч)—Петовион (Птуј)—Емона (Љубљана), али камен међаш пронађен 2001. око 13 км југоисточно од Љубљане показује да се Емона није налазила у склопу провинције Паноније већ Италије.
Панонија је била једна од највећих римских провинција, необично значајна због свог пограничног положаја, што је подразумевала велики војни значај, како у борби против варвара који су нападали преко Дунава, тако и у немирним приликама током грађанских ратова у Римском царству.

## Име
Панонија је добила име по етнониму Панонци (Pannonii, Παννόνιοι), који се најраније среће код Полибија, Тибула и Јустина. Код најстаријих грчких писаца искључиво се користи назив Панонија (Παννονια). Међутим, од почетка 2. века грчки писци мешају Панонце са Пеонцима (Παινες, Paeonii). Плутарх вероватно први Панонце зове Пеонцима, али провинцију Панонију ипак зове њеним именом (Παννονια). Код Апијана су подаци који се односе на ова два народа помешани. Касије Дион критикује оне писце који етноним Пеонци употребљавају као други назив за Панонце.. Упркос томе, код каснијих грчких аутора подједнако су заступљени називи Панонија и Пеонија.
Назив Панонија је остао у употреби дуго после слома римске власти у Средњем Подунављу. Чак су се и мађарски краљеви из 11. века повремено титулисали као краљеви Паноније (rex Pannoniae), панонским краљевима (rex Pannoniorum), а своју земљу звали Панонијом. Етноним Панонци се пренео и на народе који су се за време сеобе населили у Панонији.
Етимологија имена провинције је непоуздана. Према Диону Касију (Римска историја XLIX 36.6), становници Паноније (Παννονιοι) добили су име по дроњцима (pannus, крпа, дроњак) у које су били обучени. Међутим, сам Касије не придаје нарочити значај свом објашњењу.
Макс Фасмер претпоставља, по аналогији са топонимима у Илирији са наставком -ona као Emona, Campona, Salona, Narona („град на реци Нар“), да је постојао топоним *Pannona од ког је потекао хороним. Место с таквим именом је додуше постојало, али се није налазило у Илирији него на Криту (Πάννονα) 
Керењи изводи име од pān „бити надут, пун“ и доводи у везу са богом Паном који је код Илира био јако поштован („Панова земља“).
Никола Жупанић нуди два објашњења. Према једном, име Паноније се може довести у везу са кореном pen баскијске речи pentze у значењу ливада, пољана, пашњак, а према другом са староиндијским панкас (уп. старопруски pannean), бара, мочвара. Друго објашњење Жупанић сматра вероватнијим.

## Географија
Панонија је обухватала западни део низије средњег Подунавља. По природи свог земљишта тај крај представљао је делимично ливаде, делимично пак мочваре и ритове, нарочиту уз Дунав и Саву. Још и данас, кад су обале ових река заштићене вештачки подигнутим насипима, стрепи становништво Војводине и Посавине свако пролеће и сваку јесен од опасности поплаве.

## Предримска Панонија

### Скордисци и келтизација
Најстарији познати становници Паноније су били Илири. У другој половини 4. века пре. н. е. у Панонију су дошли Келти. Међутим, према Теопомпу, кога цитира Страбон, Келти се нису настанили у Панонији. О првом насељавању Келта у Панонију извештава Трогов епитоматор Јустин. Догађаји су описани у 24. Троговој књизи. Јустин указује да власт Келта још није била потпуна: Покоривши Панонце водили су овде разне ратове са својим суседима (Ibi domitis Pannoniis per multos annos cum finitimis varia bella gesserunt). Упад Келта се временски поклапа са опсађивањем и пљачкањем Рима. Археолошки налази указују да се насељавање Келта одиграло у северозападној Панонији.
Друго посведочено насељавање Келта догодило се после њиховог продора на Балкан. Тада су први пут успоставили своју власт у Панонији. Од Келта који су се вратили из Делфа „једна група се населила на ушћу Дунава и Саве и волела да се зове Скордисцима“ (manus quaedam in confluente Danuvii et Savi consedit Scordiscosque se appellari voluit). Према археолошким налазиштима келтизација целе Паноније је почела тек у 3. веку после продора на Балкан. Скордисци су у следећем веку проширили своју власт у најмању руку на целу јужну половину Паноније, јер 179. п. н. е. македонски краљ Филип V их узима их има у виду као савезнике: јер преко Скордиска води пут до Јадранског мора (per Scordiscos iter esse ad mare Adriaticum). Већ 156. п. н. е. Скордисци се вероватно у савезу са Далматима боре против Римљана. Први напад Римљана на Панонце се може довести у везу са овим борбама. Овај напад се на основу Апијанових података датира у 156. годину пре. н. Из Апијанове приче произлази да је тада и Сисција била опседана.
Ове прве борбе са Панонцима је описивао и Полибије. Средином 2. века чини се да су и Скордисци играли неку улогу на далматинској обали. Истовремене римске операције против Панонаца односно Сисције указује на панонско-скордички савез или скордичку власт над Панонцима. Другу могућност чини вероватнијом чињеница да је пут до Јадранског мора (iter ad mare Adriaticum) водио преко земље Скордиска (per Scordiscos). У наредних пет деценија хегемонија Скордиска се осетила у северном Балкану. Од 141. њихови напади су се усмерили на југ, где су од оснивања провинције Македоније били стални противници Римљана. Владавином над Илирима и Трачанима почела је илиризација и тракизација Скордиска.
Хегемонија Скордиска у северном Балкану је трајала до 88. године пре н. е., када их је поразио Сципион Азијаген. Скордисци су се повукли на ушће Саве. Када је 76. године. пре. н. е. Гнеј Скрибоније Курион с југа стигао до Дунава, Скордисци се више не спомињу. Тада су се и Панонци могли ослободити владавине Скордиска. Панонци се помињу 64. године. пре н. е., када је Митридат планирао поход на Италију преко Балкана.

### Кимбри, Боји и Таурисци
Римљани су 119. п. н. е. поново напали Сисцију. Напади Римљана на Сисцију били су скопчани са нападом на далматинску обалу. У оба случаја Скордисци су били заступљени међу савезницима непријатеља Римљана. Скордисци су одржали свој положај у Далмацији, а да нису прекинули притисак на Македонији. То је посведочено приликом миграције Кимбра. Наиме, Кимбри су, дошашви са севера, затекли Боје. Пошто су их Боји одбили, морали су ићи даље на југ. У Подунављу су затекли само Скордиске и Тауриске, пре него што су отишли у земљу Хелвета. Из Посејдонијевих навода код Страбона може се закључити да су на крају 2. века у Панонији само три народа имала власт (Скордисци, Таурисци и Боји). Међу њима се не помињу Панонци. Они су се изгледа налазили под влашћу Скордиска.
Према Посејдонију, Боји су живели у „шуми Херцинији“ (Hercynia silva), али није јасно шта се подразумева под овом географском одредницом. Према Страбону, она је могла да се односи на североисточне Карпате. И Јулије Цезар у својим мемоарима мисли тако. Не може се са сигурношћу рећи да ли су и када Боји напустили своје станиште у шуми Херцинији. Према Страбону, Боји су се убрзо по бекству из Италије населили на Дунаву.
Народи, који су пре владавине Боја овде живели, засада су непознати. Можда се један податак из списа Dimensuratio provinciarum односи на њих: desertis quibus habitabant Boii et Carni. На основу тога се може претпоставити да су Карни владали на простору ћилибарског пута.
Боји су владали северном делом, а Таурисци југозападним делом Паноније. Западно од области Скордиска, отприлике између Сисције и Наупорта, пружала се њихова источна граница. Сисција је била град Панонаца, а Наупорт град Тауриска. Панонско-скордичкој области припадала је долина Саве од Сисције па низводно. Североисточно од Сисције је почињала област Тауриска.
Хегемонија Скордиска у северном Балкану је трајала до 88. године, када их је поразио Сципион Азијаген. Скордисци су се поново повукли на ушће Саве. Када је 76. Гнеј Скрибоније Курион кренушви са југа стигао до Дунава, о њима више нема говора. Тада су се и Панонци могли ослободити власти Скордиска. Наиме, у склопу Митридатових планова за поход на Италију из 64. преко северног Балкана, помињу се Панонци.

### Дачани и Боји
Смена власти у Панонији ојачала је Дачане под Буребистом. Њихови напади на народе које су владали у Панонији почели су средином 1. века. Вероватно су прво победили Скордиске. Отада су Скордисци били савезници Дачана. Буребиста је затим напао Боје и Тауриске, како би се отарасио келтске власти у Карпатском басену. Алфелди датира борбе у време после Цезаровог убиства. Пораз Боја и Тауриска се приближно може датирати средином 1. века. О узроцима бојско-дачког рата пише Страбон. По њему, Дачани су тражили извесне области од Боја. Према нешто каснијим подацима, у северној Мађарској живео је низ народа који су се налазили у зависном положају у односу на Боје. То је сигурно погађало интересе Дачана.
Продор Келта у северну Мађарску и јужну Словачку може се посведочити не само на основу археолошких налазишта, него и на основу писаних извора. Учесници овог продора били су келтски народи, који се код Птолемеја помињу на северозападној ивици области Дачана. То су били Анарти, Таурисци, Котини и Ерависци или Арависци.
Дачани су нанели тежак пораз Таурисцима и Бојима. За победу се везује помен бојске пустиње (deserta Boiorum). Међутим, пошто су Боји још у време римске владавине чинили значајну заједницу (civitas) у Панонији, а deserta била изразито насељена Келтима, реч deserta се не може протумачити као ненасељена земља. Боји и Таурисци су се тада налазили у тесном савезништву и то под предводништвом бојског кнеза Критазира (Kritasiros). Победом Дачана, распала се јединствена власт Боја и Тауриска. То је подстакло осамостаљивање мањих келтских група: Котина, Ерависка, Анарта, Тауриска.
У другој половини 1. века видљив је дачки утицај у археолошком материјалу. Најраније је видљив код Скордиска, чији опидум Жидовар садржи налазе са изразито дачким особинама. Дачка керамика је пронађена на многим налазиштима на десној обали Дунава у околини Будимпеште. Налазишта су: Токод, Сентандреја, Будимпешта-Табан, Ерд. Дачки утицај се огледа највише у археолошком материјалу у Словачкој. Тамо је дакизација почела средином 1. века истовремено са слабљењем таласа насељавања Келта. Упадљива је концентрација Дачана у долинама река Ваха и Хрона. Мађарска равница је била под владавином Дачана све до појаве Јазига. Према Плинију, Јазиги су одавде протерали Дачане (pulsi ab his Daci).

### Политичке прилике средином 1. века
За време миграције Кимбра Дачани се још не спомињу. Страбон описује област између Алпа и Дунава, Италију и Германије, тј. Панонију и Норик. Помиње Боје и Тауриске, који су поразили Дачани, затим Скордиске помешане са Илирима и Трачанима и напослетку Панонце, који су живели на простору од Сисције на северу до Дунава на истоку. Према томе, изгледа да су Панонци средином 1. Века проширили своју власт, јер се њихова област већ пружала до Дунава. Након пораза Скордиска 88, стекли су своју независност. Године 65. били су за Митридата готово једини фактор на Сави. После победе Дачана присвојили су још област до Дунава.
Област Панонаца су означили Страбон и Апијан на више песта. Панонска племена су била: Бреуци, Андизети, Дитиони, Пирусти, Мезаци, Дезидијати и више мањих народности до Ардијеа. Сисција је увек била град Панонаца. И околина Сисције на југозпаду увек им је припадала. Западно од Сисције припадала је земља Таурисцима, али на југозападу чини се да су Панонци своју власт вероватно проширили и на један део Јапода. Иначе, били су суседи Јаподима. На истоку њихова област се пружала до области Скордиска. Једно време су можда држали и Скордиске под својом влашћу. Тада је према Страбону и источна граница била на Дунаву. На југу земља Панонаца се протезала све до залеђа Салоне и Нароне (Ardiaioi и Dalmatai) и до Дарданаца. На северу Панонци су владали земљом до Дунава, наравно тек након пораза Боја.

## Римско освајање Паноније
Римска експанзија из горње Италије фокусирана је у 2. веку више на исток него на север. Циљ је очигледно био обезбеђивање веза са Балканом. Оба напада на Сисцију 156. и 119. била су повезана са ратним операцијама на далматинској обали. Крајем 2. века променио се правац римске експанзије. Повећан је интерес за Норик, а опао за земљу Јапода. Обнова експанзије на исток пада у тек у време после Цезаровог убиства. Цезар је хтео да предузме чак поход против Дачана, али није јасно из ког правца. Октавијан је по споразуму у Брундизијуму 40. г. пре н. е. добио Илирик. Намеравао је да отпочне рат у Илирији. Покренуо га је, међутим, тек пошто је елиминисао Секста Помпеја.
Не зна се какав је споразум имао са народима југоисточне Паноније. Према Касију и Апијану, за време рата је тражио помоћ од својих савезника. Према Касију Диону, Саласи, Либурни, Јаподи и Таурисци су били римски трибутари. Немогуће је међутим одредити ком народу су припадали Октавијанови панонски савезници.

### Октавијанов поход против Илира
Октавијан је почетком 35 године пре н. е. кренуо на Јаподе. Пошто их је крајем лета победио, кренуо је преко земље Панонаца на Сисцију. Панонци тада нису били ни у каквом уговорном односу са Римом. Током покрета римска војска се више пута суочила са нападима урођеника. Октавијан им је у знак одмазде спалио земљу. Зауставио се испред Сисције и предложио јој уговор. Међутим, после жестоке свађе између народа и аристократије града он није прихваћен. Затворене су капије, а Октавијан се припремио за опсаду. Окружио је град двоструким ровом. Изградио је један мост и позвао савезнике у помоћ. И становници Сисције су добављали залихе из окружења. Ове помоћне трупе су дошле моноксилима и храбро се борили заједно са Октавијановом флотом. После месец дана, град је пао, а Октавијан га је претворио у утврђење. Поделио га је једним зидом на два дела. Један део је доделио градском становништву, а у другом делу је поставио 25 кохорти под Фуфијем Гемином. О даљим активностима извори не обавештавају. Узео је таоце и вратио се у Рим пре зиме. На вест о побуни Сисцијаца, вратио се назад. У међувремену је Фуфије Гемнин успео да постане господар ситуације.
Следеће године Октавијан је наставио ратне активности у Далмацији, али није ништа предузео против Дачана. Ток рата и унутарполитичка ситуација искључивали су сваку могућност напада на Дачане. Не могу се тачно утврдити резултати рата. Према Октавијановом говору, његови војници су стигли до Дунава. Апијан тврди да су том приликом покорени сви Панонци. Међутим, недостају ближи подаци о борбама са панонским племенима. Од њих се помињу једино Дезидијати. О Бреуцима пак нема ни говора. Што се тиче избијања римске војске на Дунав, овде је вероватно реч о претходницама.
Панонци се не помињу чак ни у изворима, који своја сазнања углавном базирају на Октавијанових коментара. Стога је неодржива претпоставка да су источно о од Сисције вођене веће операције.
Резултати рата су у сваком случају делом изгубљени. Да није било тако, Панонци и Норичани не би могли напасти 16. године Истрију. Тиберијев поход из 15. године пре. н. е. против Скордиска би био незамислив да већи део долине Саве није био у римским рукама.

### Освајање провинције
Северни Илирик се покорио цару 27. године пре н. е. Чини се да су у земљи у ово време владале мирне прилике. Тек су 16. године пре н. е. поново избили немири, који су се овога пута понављали годишње, све док Панонија није у потпуности покорена.
Године 16. пре. н. е. Панонци и Норичани су упали у Истрију. Иницијатива је потекла од Панонаца. П. Силије Нерва је успео да их потисне и издејствује да се римска власт поново призна.
Следеће године (15. године пре. н. е.) Тиберије је повео један поход против Скордиска, вероватно у знак одмазде за овај упад. Помен „Клаудијог брда“ (mons Claudius) можда има везе са овим походом. Скордисци су за време освајања Паноније били Тиберијеви савезници. Дакле, покорени су коју годину пре тога.
Године 14. п. н. е. избио је један устанак Панонаца који је угушен.
Године 13. п. н. е. избио је поново један устанак. У почетку се против устаника борио М. Виниције. Пре наступа зиме појавио се Агрипа са јаким оружаним снагама. Панонци су се убрзо после тога повукли.
Када је следеће године умро Агрипа, Панонци су се поново побунили. Овога пута је на њих кренуо Тиберије. Август је са своје стране дошао у Аквилеју. Након великог успеха Тиберије је од својих војника проглашен за императора, али је од Августа добио само орнаменте. Фактички, овим походом који је трајао годину дана Панонија је покорена. О појединостима рата на располагању стоје само оскудни подаци. Према Руфију Фесту, панонски вођа Батон играо је водећу улогу. Међутим, од племена се помињу само Бреуци и Амантини. Тиберију су дошли у помоћ Скордисци. Након победе Тиберије је наредио да се изручи оружје, а омладину је продао у робље изван провинције. Простор где су се одигравале борбе био је ограничен на област између Драве и Саве.
Године 11. године пре н. е. побунили су се Далмати, којима су се прикључили и Панонци. Тиберије се поново појавио у Панонији и водио како се чини углавном герилске борбе. Те године је организована царска провинција Илирик.
Године 10. п. н. е. Дачани су преко залеђеног Дунава провалили у Панонију.
Године 9. п. н. е. Тиберије је поново морао да сузбије устанак Панонаца и Далматинаца. За то је награђен овацијама у Риму.
После великог пораза 12. године пре н. е. постепено су јењавали немири, који су се од 16. године пре н. е. годишње понављали. Године 8. п. н. е. сузбијен је и последњи устанак под намесништвом Секс. Апулеја.

### Јулијевци-Клаудијевци
Према Касију Диону и Тациту, Л. Домиције Атенобарб је као намесник Илирикума и командант „војске Илирика“ (exercitus Illyrici) предузео један поход северно од Дунава до Лабе, за који је награђен победничким инсигнијама. У вези с овим походом помиње се насељавање Хермундура на горњој Лаби. Поход се одиграо негде на преласку из старе у нову еру.
Атенобарбов поход се доводи у везу са појавом Маркомана на граници према Норику, Дунаву. Руфије Фест каже да су „Маркомани и Квади протерани из места у Валерији која се налазе између Дунава и Драве“ (Marcomanni et Quadi de locis Valeriae quae sunt inter Danuvium et Dravum pulsi sunt). Међутим, не може се тачно одредити када се ово догодило. Алфелди то датира око 9. године пре н. е. Населили су се на североистоку данашње Аустрије и у Јужној Моравској и сигурно је било повезано са ратним догађајима. Атенобарб је можда интервенисао у овом конфликту, након што је преко Дунава протерао Германе који су упали у Панонију.

## Римска провинција Панонија
Римљани нису Панонију освојили и пацифицирали једним махом, већ је тај посао трајао преко пола века. Године 35-34 пре нове ере повео је Октавијан, каснији цар Август, римску војску на Панонију и то из приморског Сења, преко данашњег Сиска (Сисција). Али тај ратни поход није притиснуо у довољној мери отпорну снагу Панонаца па су Римљани морали (12-9. п. н. е.) да обнове рат под вођством Тиберија, пасторком цара Августа. Рат је био успешно завршен. После другог устанка (6-9. после Христа) Панонија је била организована као римска провинција и добила је тиме одређене границе. Дунав је са граница на истоку и северу, на југу пак погранична црта није била идентична са Савом, јер је Панонији припадала и десна страна равне Посавине. Западна граница пак није била стална, јер су биле вароши Птуј (Поетовио) и Цеље (Целеиа) некад унутра некад изван обима Паноније. Дакле, Панонија се на северу граничила са Нориком и горњом Италијом, а јужно, према Сави са Далмацијом и Горњом Мезијом. Панонија се простирала по територијама следећих земаља: Аустрија, Хрватска, Мађарска, Србија, Словенија, Словачка, Босна и Херцеговина
У периоду између 102. и 107. године, Трајан је поделио Панонију на Горњу Панонију и Доњу Панонију. Према Птолемеју, граница се протезала између данашњег мађарског града Ђера до Градишке. Касније, граница је померена на исток.
- Панонија у 1. веку (према мишљењу да је Емона била у саставу Паноније)
- Панонија у 1. веку (према мишљењу да Емона није била у саставу Паноније)
- Панонија у 2. веку
- Панонија у 4. веку
- Антички народи Паноније